# Дмитрієв Усад
Дми́трієв Уса́д (рос. Дмитриев Усад, ерз. Дмитриев Усад) — село у складі Атюр'євського району Мордовії, Росія. Входить до складу Атюр'євського сільського поселення.
Населення — 406 осіб (2010; 582 у 2002).
Національний склад станом на 2002 рік:
- росіяни — 86 %